# Jazmine Fenlator-Victorian
Jazmine Fenlator-Victorian est une bobeuse américano-jamaïcaine, née le 29 août 1985 à Pequannock. Elle concourt pour les États-Unis jusqu'en 2016, avant de pratiquer sous les couleurs de la Jamaïque.

## Biographie
Aux Jeux olympiques d'hiver de 2014, elle prend la onzième place en bob à deux avec Lolo Jones.
Elle se classe troisième de la Coupe du monde 2014-2015.
Elle est le porte-drapeau de la Jamaïque aux Jeux olympiques d'hiver de 2018.

## Palmarès

### Coupe du monde
- 4 podiums  : 
  - en bob à 2 : 3 deuxièmes places et 1 troisième place.